# 막심 고다르
막심 고다르(프랑스어: Maxime Godart, 1999년 10월 2일 ~ )는 프랑스의 배우이다.